# Schweizerische Esperanto-Gesellschaft
Die 1903 gegründete Schweizerische Esperanto-Gesellschaft (in Esperanto: Svisa Esperanto-Societo (SES); französisch: Société suisse d’espéranto; italienisch: Società esperantista svizzera; rätoromanisch: Societad svizra d’esperanto) ist der Dachverband der Esperanto-Bewegung in der Schweiz und einer der ältesten Esperanto-Vereine der Welt. Sie wurde 1905 in der Westschweiz gegründet. Zu ihren Mitgliedern zählten im Laufe der Geschichte unter anderen der Genfer Philosoph Ernest Naville, der Wissenschaftler Auguste Forel, der Journalist, Diplomat und Sekretär Gandhis Edmond Privat, der Gründer des Esperanto-Weltbundes (Universala Esperanto-Asocio) Hector Hodler  und der Mitbegründer der WIR-Bank Paul Enz. Zurzeit hat sie 170 Mitglieder.
Ihren Sitz hat die Gesellschaft heute in der Stadtbibliothek von La Chaux-de-Fonds im CDELI, das unter anderem auch die Bibliothek der Gesellschaft enthält.

## Lokale Gruppen und Vereine
Aktive lokale Esperanto-Vereine gibt es heute in Basel, Bern, Wil SG, Genf, Lausanne und in Zürich. Neben den Ortsgruppen hat die Gesellschaft eine Jugendgruppe (Junges Esperanto Schweiz, JES) und zudem haben internationale Esperanto-Fachverbände in der Schweiz nationale Ableger, darunter der Esperanto-Eisenbahnerverband, die Vereinigung blinder Esperantisten, die Christliche Esperanto-Liga, die Katholische Esperanto-Liga und weitere.

## Internationale Beziehungen
Der Verband pflegt Kontakte zu den nationalen Esperanto-Gesellschaften in den Nachbarländern in Frankreich, Italien, Österreich und Deutschland. Sie ist (1934–38 und dann wieder seit 1947) der schweizerische Landesverband der Universala Esperanto-Asocio, welche von 1908 bis 1936 ihren Sitz in Genf hatte (1919/20 kurz in Bern).
Sechsmal fand in der Schweiz der Esperanto-Weltkongress statt: 1906 in Genf, 1913 in Bern, 1925 erneut in Genf, 1939 und 1947 wiederum in Bern und 1979 schliesslich zum letzten Mal in Luzern. Der Kongress 1939 war der letzte Kongress vor dem Zweiten Weltkrieg. 1947 feierte die Bewegung mit dem ersten Esperanto-Weltkongress nach dem Krieg ihre Auferstehung.

## Offizielles Organ, Zeitschriften
Von 1903 bis 1973 war das offizielle Organ der Schweizerischen Esperanto-Gesellschaft die Zeitschrift Svisa Espero, die in den zwanziger Jahren auch eine gewisse Zeit lang als Beilage der Zeitschrift Esperanto des Esperanto-Weltbundes erschien. In der Reihe der Redaktoren des Svisa Espero finden sich René de Saussure, Karl Jost, Otto Walder, Arthur Baur, Claude Piron und Claude Gacond. 1973 wurde Sivsa Espero durch die Svisa Esperanto-Revuo ersetzt, deren Erscheinen 1990 eingestellt wurde. Ab 1991 publizierte die Gesellschaft lediglich ein kleines internes Informationszirkular unter dem Namen SES informas und abonnierte dafür bis Ende der 1990er Jahre für ihre Mitglieder wahlweise eine der beiden in der Schweiz erscheinenden Esperanto-Zeitschriften Heroldo de Esperanto oder Literatura Foiro. 1999 kündigte die Schweizerische Esperanto-Gesellschaft ihren Vertrag mit diesen Zeitschriften. Seit damals enthält das Heft SES informas auch wieder einen redaktionellen Teil.

## Aktivitäten

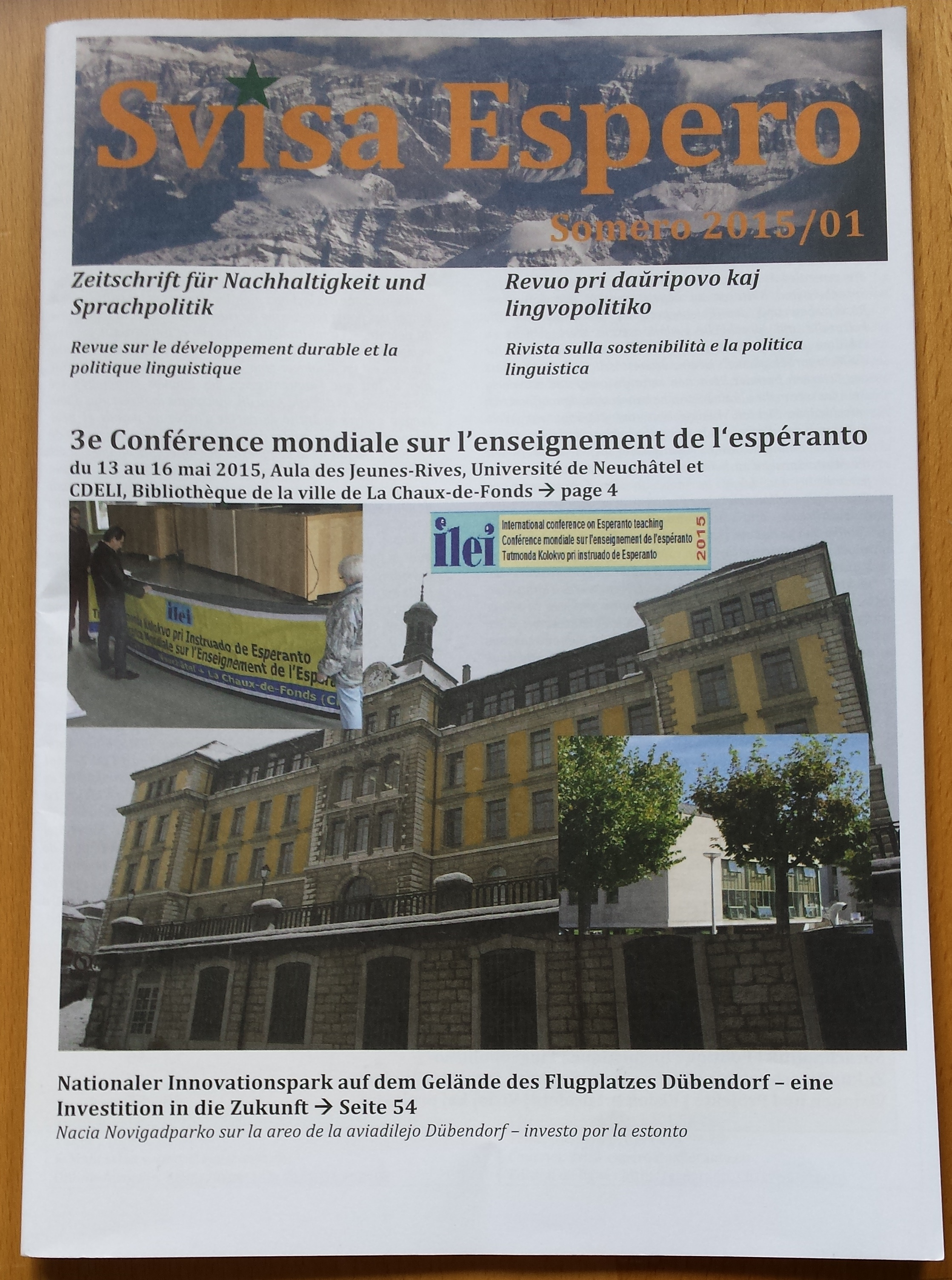
Titelbild der Zeitschrift Svisa Espero

Die SES organisiert jährlich ein Frühjahrestreffen mit  der jährlichen Generalversammlung und ist Herausgeberin des sechsmal im Jahr erscheinenden Informations-Bulletins SES informas, das an Interessenten und Mitglieder versandt wird, und verfasst regelmässig Mitteilungen und sendet Informationsmaterialien an die Presse. 2006 veröffentlichte die Schweizerische Esperanto-Gesellschaft gemeinsam mit dem CDELI das Schweizer Plansprachen-Lexikon von Andreas Künzli.
Am 24. April 2008 hat die Gesellschaft zusammen mit dem Esperanto-Weltbund und CONGO, der Konferenz der bei der UNO akkreditierten NGOs, im Palais des Nations anlässlich des 100-jährigen Bestehens des UEA und des 60-jährigen Jubiläums der Universellen Erklärung der Menschenrechte ein Symposium zum Thema Sprachliche Rechte durchgeführt.
Seit 2015 gibt die Gesellschaft gemeinsam mit dem Verlagshaus Allsprachendienst Esperanto GmbH die viersprachige Zeitschrift Svisa Espero – Zeitschrift für Nachhaltigkeit und Sprachpolitik heraus, die halbjährlich in einer Auflage von 5000 Exemplaren mit Artikeln in den drei Schweizer Landessprachen Deutsch, Französisch und Italienisch und jeweils einer Übersetzung auf Esperanto erscheint.